# Port-aux-Français
Port-aux-Français (rövidítésben: PAF) a Franciaországhoz tartozó Kerguelen-szigeteken található, egész évben lakott kutatóállomás. Az 1949-ben alapított bázison télen általában 60, a nyári időszakban viszont akár 120 fő tartózkodik. Az állomás a szigetcsoport központi települése.
A Morbihan-öböl partján lévő térséget a sziget más részeihez képest szélvédett helyzete miatt választották egy – a mai napig meg nem épült – repülőtér számára. Sekély kikötőjében csak egy deszkastéget alakítottak ki, amely a parttól távolabb lehorgonyzó teherhajóktól érkező, kisebb csónakok fogadására alkalmas.
A kutatóállomás ellátását a Marion Dufresne II nevű, rendszeresen közlekedő hajó biztosítja, amelyet a Francia déli és antarktiszi területek (TAAF) önkormányzata üzemeltet. A személyzet és a tudósok napi életviteléhez szükséges épületeken és egy kisebb kórházon kívül a település biológiai és geofizikai laboratóriumokból, illetve meteorológiai és számos telekommunikációs létesítményből – összesen mintegy 50 építményből – áll.
Port-aux-Français éghajlatát hűvös nyár, viszonylag enyhe hőmérsékletű tél, valamint egész évben gyakran előforduló csapadék jellemzi. A szél többnyire viharos, nem ritkák a 150–200 km/h sebességű széllökések.

## Fordítás
- Ez a szócikk részben vagy egészben  a   Port-aux-Français című német Wikipédia-szócikk fordításán alapul.  Az eredeti cikk szerkesztőit annak laptörténete sorolja fel. Ez a jelzés csupán a megfogalmazás eredetét és a szerzői jogokat jelzi, nem szolgál a cikkben szereplő információk forrásmegjelöléseként.